# Skandal in der Oper
Skandal in der Oper (Originaltitel: A Night at the Opera / Alternativtitel: Die Marx Brothers in der Oper) ist eine Filmkomödie mit den Marx Brothers Groucho, Chico und Harpo. Ihr sechster Spielfilm wurde im Jahr 1935 gedreht. Die in dem Film mit Hindernissen aufgeführte Oper ist Giuseppe Verdis Il trovatore.

## Handlung
Der Opernsänger Rodolfo Lassparri und die Sängerin Rosa Castaldi werden von der reichen Mrs. Claypool für den Leiter der Oper in New York, Herman Gottlieb, engagiert. Dabei versucht Lassparri immer wieder mit Castaldi anzubändeln. Sie ist aber in Ricardo Baroni verliebt, einen Sänger aus dem Chor. Da dieser nicht engagiert wird (was dazu führen würde, dass die beiden getrennt würden), schaltet sich sein Freund Fiorello ein. Er vermittelt ihn an Otis B. Driftwood, der mit Mrs. Claypool anbändelt. Driftwood ist der Meinung, Lassparri zu engagieren, unterschreibt aber einen Vertrag mit Baroni. Als er den Schwindel entdeckt, platzt der Vertrag.
Als Driftwood, Mrs. Claypool, Gottlieb, Lassparri und Castaldi an Bord des Schiffes gegangen sind, entdeckt Driftwood, dass er Fiorello, Tomasso und Ricardo Baroni in seinem Koffer mit an Bord genommen hat und diese als blinde Passagiere mit nach Amerika fahren. Als sie kurz vor der Ankunft entdeckt werden, werden sie festgenommen. Sie können in die Kabine dreier berühmter russischer Piloten fliehen. Als sie die Piloten überwältigen und an deren Stelle mit einer Festansprache begrüßt werden, fliegen sie auf. Sie fliehen zu Driftwood, bekommen aber prompt Besuch von der Polizei. 
Zu allem Überfluss verliert Driftwood seinen Job beim Theater, und alle vier sitzen auf der Straße. Driftwood, Tomasso und Fiorello dringen heimlich ins Theater ein, sabotieren die Vorstellung und verhindern Lasparris Auftritt. Da Lasparri unauffindbar ist, muss Baroni für ihn einspringen. Er bekommt seine Chance, und er kann sie nutzen. Baroni und Castaldi sind wieder ein Paar, und das Publikum in New York feiert die beiden als neue Stars.

## Hintergrund

### Entstehungsgeschichte
Skandal in der Oper war der erste Film, den die Marx Brothers für das Studio Metro-Goldwyn-Mayer drehten. Sie hatten seit Anfang des Jahrzehnts einige erfolgreiche Komödien bei Paramount Pictures gedreht, die zuletzt allerdings aus kommerzieller Sicht enttäuschend ausfielen. Aus diesem Karrieretief wurden sie von MGM-Produktionschef Irving Thalberg, einem Bridgespiel-Partner von Chico Marx, zu seinem Studio verpflichtet.
Thalberg versuchte, das Auftreten der drei Brüder (der vierte Bruder Zeppo Marx trat in den MGM-Filmen nicht mehr auf) sympathischer zu gestalten, damit sie ein noch größeres Publikum ziehen konnten. In den MGM-Filmen agieren die Marx-Brüder weniger anarchisch, so sind ihre zerstörerischen Handlungen in Skandal in der Oper vor allem gegen die unsympathischen Figuren gerichtet und verhelfen dem jungen Liebespaar am Ende zu ihrem Glück. Thalberg stattete den Film auch mit einer deutlich stringenteren Handlung aus, als es noch bei den Paramount-Filmen der Fall war. Von den fünf Filmen, die die Marx-Brothers bei MGM drehten, werden die ersten beiden (Skandal in der Oper und A Day at the Races) am höchsten geschätzt. Für diese war Thalberg vor seinem Tod noch verantwortlich. Den späteren MGM-Filmen wird hingegen oft vorgeworfen, die Komik der Brüder durch zu viele Nebenhandlungen zu verwässern.

### Berühmte Szenen
Der Film enthält einige klassische Szenen der Marx-Brothers:
- Die Verhandlung zwischen Groucho und Chico um den Vertrag mit Lassparri: sie kürzen den Vertrag immer weiter, bis nur noch ein schmaler Streifen übrig ist. Dabei stehen sie wie in einer Bar, den einen Fuß auf dem k.o. am Boden liegenden Lassparri.
- Driftwood zieht in seine winzige Kabine ein und findet die drei blinden Passagiere: zunächst bestellt er Essen für alle drei und nach und nach kommen zwei Zimmermädchen, die Maniküre, der Schiffsklempner und der Heizer, die Putzfrau, ein Mädchen, das seine Tante sucht, und die drei Stewards, die das Essen bringen, in die Kabine. Schließlich sind vierzehn Personen einschließlich des riesigen Koffers im Raum. Am Ende liegt Harpo auf den Tabletts der Stewards. Als Mrs. Claypool mit dem Pagen kommt und die Tür öffnet, fallen ihnen sämtliche Personen entgegen.
- „Ansprache“ von Harpo am Hafen, bei der er nur mehrere Liter Wasser trinkt.
- Der Besuch des Sheriffs bei Driftwood, der die blinden Passagiere sucht: während er immer im Kreis durch das Wohnzimmer, den Balkon und das Schlafzimmer läuft, räumen die vier auf der Flucht vor ihm die Möbel aus dem Wohnzimmer ins Schlafzimmer und umgekehrt.

### Synchronisation
Die deutsche Synchronfassung entstand in den 1950er Jahren.
| Rolle             | Darsteller     | Synchronsprecher |
| ----------------- | -------------- | ---------------- |
| Otis B. Driftwood | Groucho Marx   | Alfred Balthoff  |
| Fiorello          | Chico Marx     | Georg Thomalla   |
| Rosa Castaldi     | Kitty Carlisle | Carola Höhn      |

## Kritiken
„Ausgelassene, aber wenig zündende Groteske. Veraltet.“

„Der erste Marx-Brothers-Film mit einer durchgehenden Handlung, die allerdings konventionell und satirisch-übertrieben bedeutungslos bleibt. Glanzlichter setzen die Wortspiele und Aktionen der oft genialen Komödianten.“

„Zirkusspäße und Opernhelden. Eine vorwiegend alberne Komödie mit etlichen amüsanten Clownerien.“

## Auszeichnungen
1993: Aufnahme in das National Film Registry.

## Sonstiges
Die Rockgruppe Queen benannte ihr 1975 erschienenes Album A Night at the Opera nach diesem Film.